# 民族衣装一覧
民族衣装一覧（みんぞくいしょういちらん）では、世界の民族衣装の一覧を記述する。

## アジア地方
- 日本：和服、琉装、アットゥシ（アイヌ）
- 朝鮮：韓服・朝鮮服（チマチョゴリ）

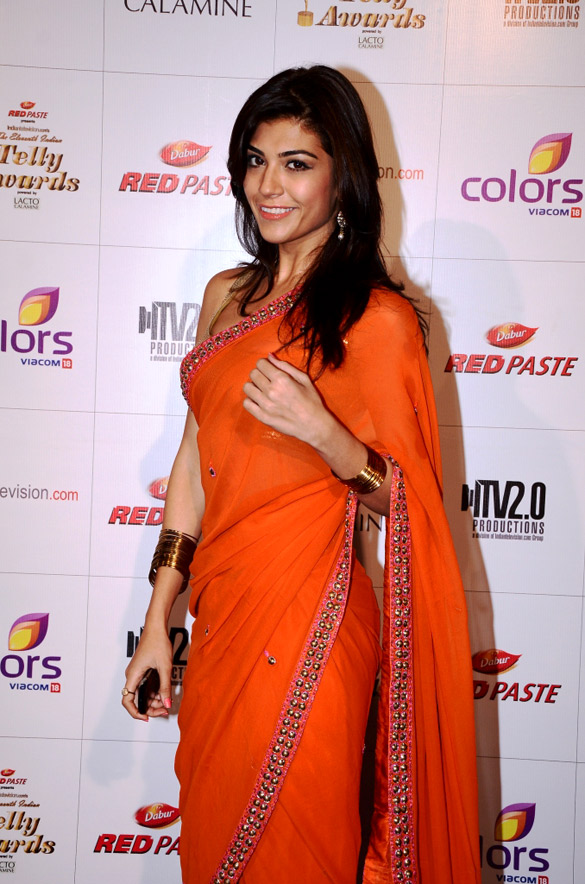
サリー（インド）

- 中国：漢服（漢民族及び中国大陸の中国人）、チャイナドレス、唐装（満州民族及び香港・台湾と海外の華人）と他の少数民族の民族服
- 台湾：チャイナドレス（台湾の中国人）方衣（台湾の原住民、高砂族）
- フィリピン: バロト・サヤ
- モンゴル：デール
- ベトナム：越服（アオザイなど）
- タイ：パーシン
- ミャンマー：エンジー・ロンジー
- インドネシア：サロン・カバヤ
- インド：サリー、サルワールカミーズ、ドウティ
- ブータン王国：キラ、ゴ
- パキスタン：サルワール・カミーズ
- アフガニスタン：チャドリ、ペロン・トンボン
- アラブ首長国連邦:クーフィーヤ、アバヤ
- サウジアラビア：クーフィーヤ
- トルコ：カフタン、フェズ
- 中央アジア:テュベテイカ、カルパク、Chapan（英語版）
  - タジキスタン：アトラス、トゥッピー
  - ジョージア:チョハ

## オセアニア地方

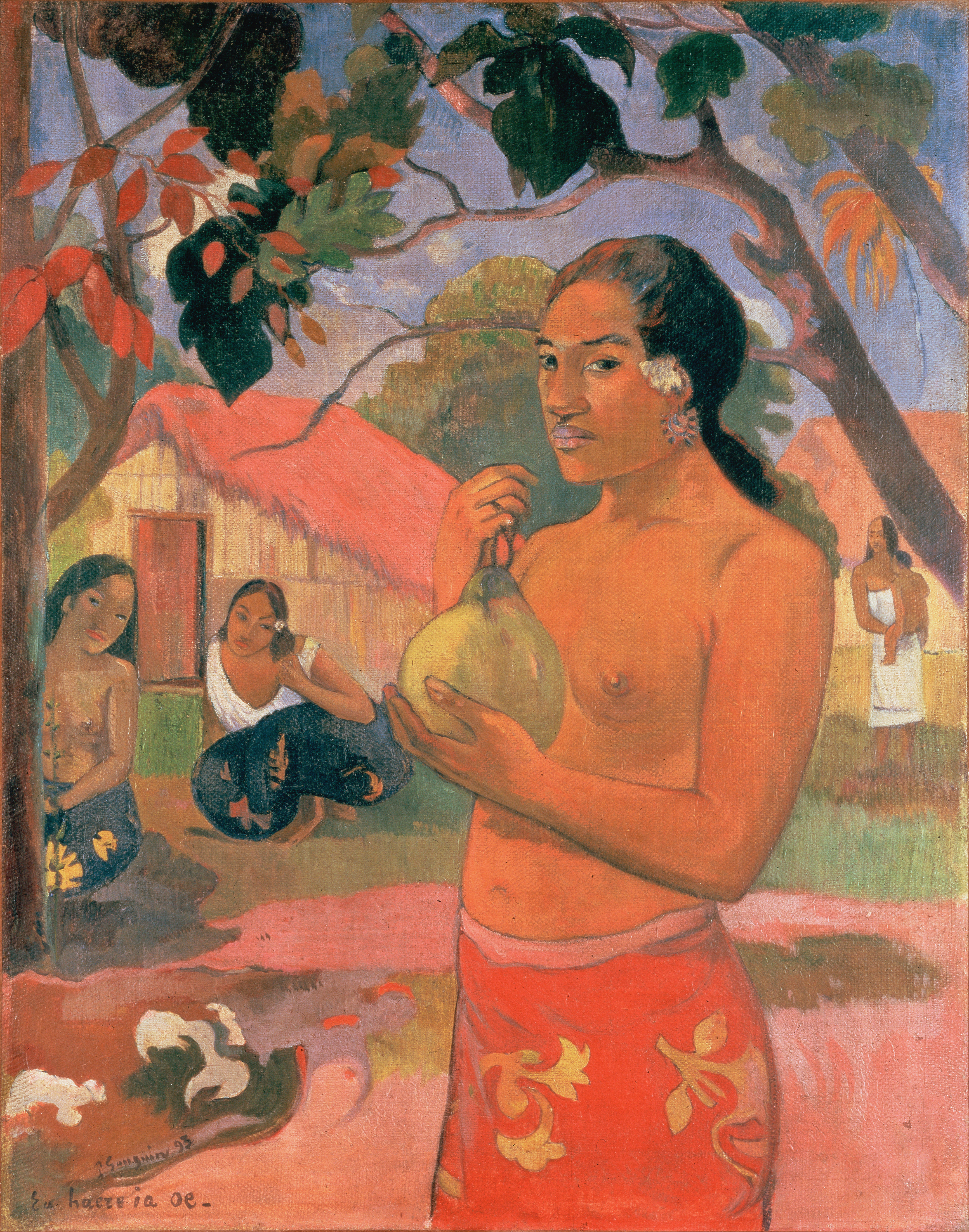
パレオ（タヒチ島、ポール・ゴーギャン画）

- メラネシア：タパ
- フィジー：スル
- タヒチ島：パレオ

## アフリカ地方
- 中央アフリカ：Wrapper (clothing)（英語版）
- アフリカ東部:Kanzu（英語版）、Kofia (hat)（英語版）
- ガーナ：ケンテ
- エジプト:ガラビア、ロインクロス
- ケニア：カンガ
- ニジェール：トベ

## ヨーロッパ地方

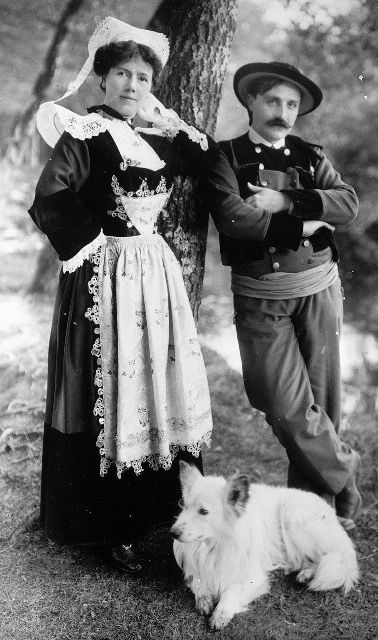
コアフ（フランス・女性のかぶりもの）

- イタリア：トガ（古代ローマ）、マニカ・スタッカビーレ
- オランダ：サボ
- ギリシャ：ヒマティオン（古代）
- ブルガリア：スクマーン
- ロシア：ルバシカ、サラファン、ウシャンカ
- イギリス：キルト（スコットランド）
- ドイツ：レーダーホーゼン、ボレンフート
- オーストリア：ディアンドル
- フランス：コアフ

## 北アメリカ・南アメリカ地方

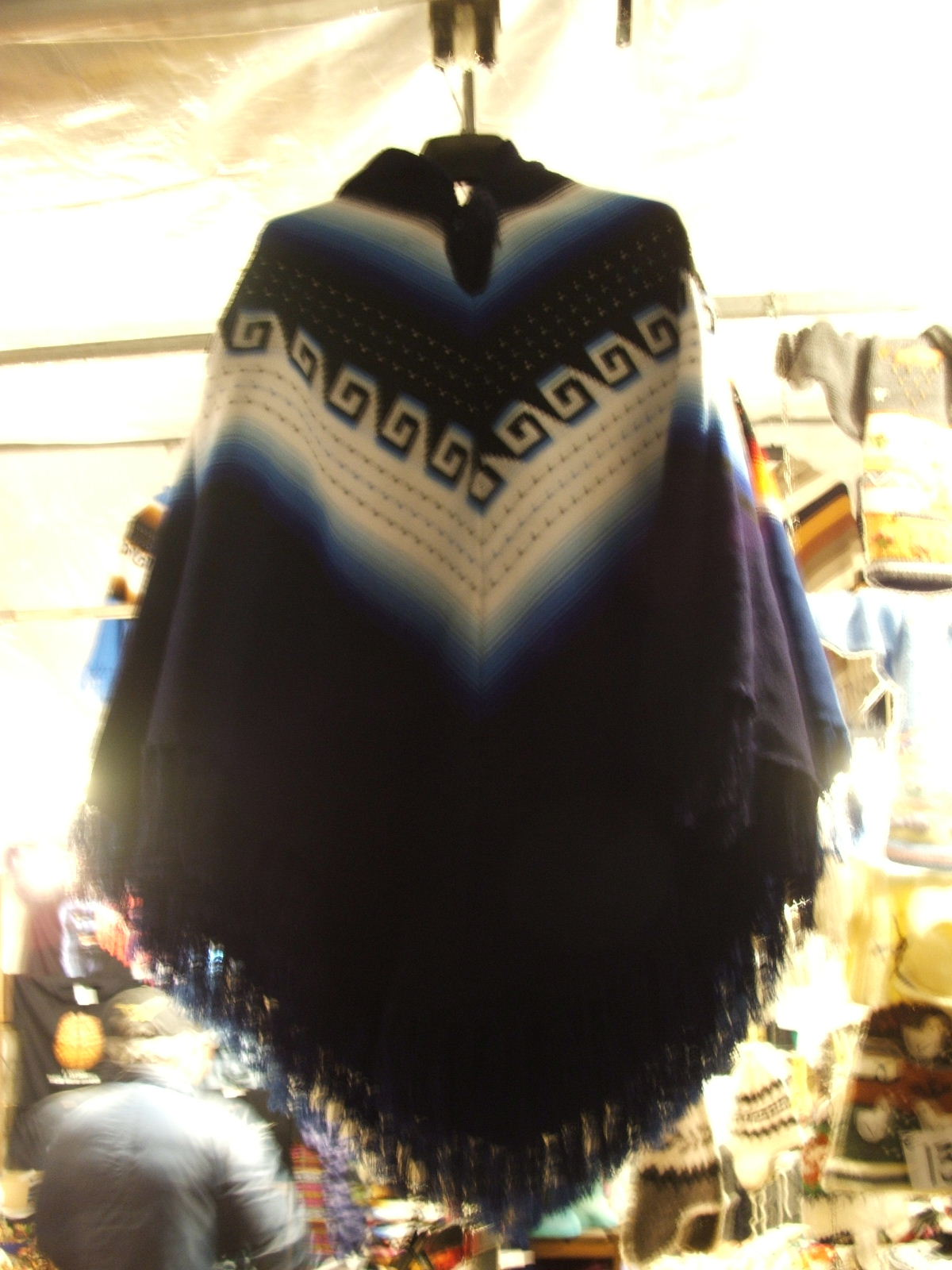
ポンチョ

- メキシコ:ソンブレロ
- パナマ：ポリェラ
- チリ：ポンチョ
- グアテマラ：ウィピル
- ボリビア：ポリェラ
- アメリカ合衆国：アノラック（イヌイット）